# Byrum (parochie)
Byrum is een parochie van de Deense Volkskerk in de Deense gemeente Læsø. De parochie maakt deel uit van het bisdom Aalborg en telt 829 kerkleden op een bevolking van 913 (2004).
Læsø was in het verleden een eigen herred die alle drie parochies van het eiland omvatte.
Asdal · Astrup · Bindslev · Bjergby · Byrum · Hals · Hirtshals · Hørmested · Horne · Lendum · Mosbjerg · Mygdal · Sindal · Sørig · Tolne · Tornby · Tversted · Uggerby · Ugilt · Vesterø · Vidstrup